# 金银山街道 (赫章县)
金银山街道是中华人民共和国贵州省毕节市赫章县下辖的一个街道办事处。2019年8月8日，设置金银山街道。原白果街道的金山社区、银山社区、双井社区、联星社区、煤炭沟社区、河口社区、河头上村，街道办事处驻煤炭沟社区。

## 行政区划
金银山街道下辖以下村级行政区划单位：
煤炭沟社区、夜郎古城金山社区、夜郎古城银山社区、双井社区、联星社区、河口社区、河头上村。